# Pinon-szigeti császárgalamb
A pinon-szigeti császárgalamb (Ducula pinon) a madarak osztályának galambalakúak (Columbiformes) rendjébe és a galambfélék (Columbidae) családjába tartozó faj.
A magyar név forrással nincs megerősítve, lehet, hogy az angol név tükörfordítása (Pinon Imperial-pigeon).

## Előfordulása
Indonézia és Pápua Új-Guinea területén honos. Trópusi és szubtrópusi erdők lakója.

## Alfajai
- Ducula pinon jobiensis
- Ducula pinon salvadorii
- Ducula pinon pinon
- Ducula pinon rubiensis